# Clarkefield
Clarkefield är en del av en befolkad plats i Australien. Den ligger i kommunen Macedon Ranges och delstaten Victoria, omkring 41 kilometer nordväst om delstatshuvudstaden Melbourne. Antalet invånare är 433.
Närmaste större samhälle är Sunbury, omkring 11 kilometer söder om Clarkefield. 
Trakten runt Clarkefield består till största delen av jordbruksmark. Runt Clarkefield är det ganska tätbefolkat, med 134 invånare per kvadratkilometer. Genomsnittlig årsnederbörd är 971 millimeter. Den regnigaste månaden är juni, med i genomsnitt 115 mm nederbörd, och den torraste är januari, med 34 mm nederbörd.